# DSA-340
La DSA-340 es una carretera española perteneciente a la Red Primaria de la Diputación Provincial de Salamanca que une Aldehuela de Yeltes con Morasverdes.

## Origen y Destino
La carretera  DSA-340  tiene su origen en la localidad de Aldehuela de Yeltes en la intersección con la  SA-213 , y termina en la localidad de Morasverdes, en la intersección con la  SA-220  formando parte de la Red de Carreteras de la Diputación de Salamanca.